# Sillon lacrymal de l'os lacrymal
Le sillon lacrymal de l'os lacrymal est un sillon situé sur la face externe de  l'os lacrymal, devant la crête lacrymale postérieure.
Il forme avec le sillon lacrymal du maxillaire le sillon lacrymal et la fosse du sac lacrymal qui se poursuit en bas par le canal lacrymo-nasal débouchant dans le méat nasal.
Il permet le passage du conduit lacrymonasal.

## Galerie

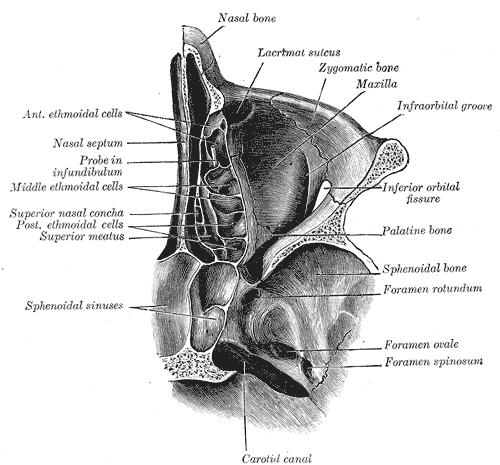
Coupe horizontale des cavités nasales et orbitales.